# 8200 Souten
8200 Souten eller 1994 AY1 är en asteroid i huvudbältet som upptäcktes den 7 januari 1994 av de båda japanska astronomerna Masanori Hirasawa och Shohei Suzuki vid Nyukasa-observatoriet. Den är uppkallad efter föreningen Waseda University Astronomy Association (Souten).
Asteroiden har en diameter på ungefär 8 kilometer.